# Grassy Keys
Pour les articles homonymes, voir Grassy.
Les Grassy Keys sont des îles des Keys, archipel des États-Unis d'Amérique situé dans le golfe du Mexique au sud de la péninsule de Floride. Elles sont situées dans les Lower Keys et relèvent administrativement du comté de Monroe.